# Chiesa della Compagnia Santa Croce
La chiesa della Compagnia Santa Croce è una chiesa situata nel Borgo Antonio Ferrari in località Farnetella, nel comune di Sinalunga, in provincia di Siena. È una confraternita di fratelli e sorelle che fa parte della diocesi di Arezzo-Cortona-Sansepolcro.

## Storia

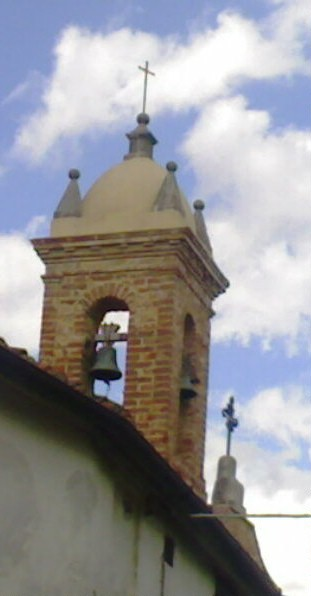
Campanile

La sua costruzione risale al XVI secolo. Inizialmente era collegata mediante una scalinata ad una bella residenza attigua, che pare fosse un opificio. Le sue dimensioni ridotte evidenziano che fosse destinata ad uso privato di una famiglia benestante piuttosto che ad un'intera (se pur minima) popolazione.
A metà del 1800 circa si trasferì nella residenza Antonio Giorgio Ferrari, un conte di discendenza asburgica proveniente da Livorno. Agli inizi del 1900 il conte Ferrari, per realizzare una grande costruzione residenziale a Farnetella (l'attuale Castello) propose alla Famiglia Battelli (Giovanni Battista Batelli) di lasciare libere le abitazioni dell'attuale oliviera fino al termine del borgo (le stanza attigue all'attuale castello) insieme ad alcuni terreni nella parte bassa della campagna del paese, in cambio della propria residenza. La porta comunicante con la cappella fu chiusa e la stessa fu donata al popolo di Farnetella. 
La chiesa divenne quindi pubblica e fu restaurata notevolmente nel 1861 dai confratelli e divenne una confraternita per scopi umanitari, come il trasporto dei defunti e i loro benefici spirituali per mezzo di suffragi. Tuttora continua la sua opera anche se con modalità e riti diversi, più adatti ai tempi odierni, con la partecipazioni degli iscritti denominati fratelli e sorelle.
L'interno, ad una navata, si compone di un piccolo Altare Maggiore e di un piccolo coro dietro. A sinistra si trova l'Altare dedicato a San Michele Arcangelo e a destra l'Altare dedicato alla SS. Trinità. All'interno si trovano una scultura lignea rappresentante il Gesù Morto e una statua in cartapesta rappresentante la Madonna Addolorata, opere di Giovanni Sammicheli del 1908. Ogni anno durante la Domenica delle Palme vengono estratti a sorte i nomi dei 12 fratelli che rappresenteranno gli apostoli nella Messa del Giovedì santo e i nomi delle 12 sorelle che porteranno la Madonna Addolorata nella processione del Venerdì Santo. La chiesa è rimasta chiusa per lavori di restauro dall'autunno 2005 alla primavera 2010.

## Lapidi
All'interno della chiesa sulle pareti si trovano due lapidi, una dedicata al conte Antonio Ferrari (1868) e una dedicata al parroco Bernardino Amidei (1894).
Nelle battaglie di Curtatone e Montanara giovinetto segnò col sangue i futuri destini della patria poi alla difesa di Livorno nelle memorande giornate del maggio 1849 alla testa del suo battaglione contrastò eroicamente l'austriaco invasore ed avrebbe perduta la vita se i commilitoni fedeli a forza non lo avessero tolto dall'impari cimento in Africa dal 1849 al 1864. Iniziò proficuo scambio commerciale fra la sua Italia e l'Egitto conseguendone onori e fortuna. Il popolo di questo castello fatto segno speciale della sua beneficenza ispirata da cristiana virtù unitamente alla pubblica amministrazione vuole oggi ricordare questo esempio tanto ammirabile di patriottismo e di lavoro.
1 GENNAIO MCMV»
DI DON BERNARDINO AMIDEI
Quasi otto lustri Pievano Parroco della chiesa e del popolo di Farnetella sua patria cui resse con zelo di apostolo amò e beneficò con cuore di padre aspettando già ottuagenario onorato riposo in terra. L'ebbe immarcescibile nella beata eternità la mattina del 1 del 1894. La nepote Stella Amidei in Angelotti col figlio Gio.Batta. Da lui prediletto e a segno d'animo riconoscente e come interpreti del comun voto questa lapida.
P. P.»

## Opere
- San Michele Arcangelo, olio su tela (altare a sinistra).
- SS. Trinità, olio su tela (XVI secolo) (altare a destra).
- Gesù morto, di Giovanni Sammicheli, scultura lignea (1908).
- Madonna addolorata, di Ermanno Pepi, statua in cartapesta (1908).
- Crocifisso di Gesù.
- Crocifisso della Passione di Cristo.
- Sei lanterne, per le processioni.

## Rettori
Oggi la chiesa viene sorretta dall'offerta dei fratelli e delle sorelle. Anticamente veniva gestita e finanziata dai rettori.
Elenco dei rettori:
- Prospero Colonna (1650-1676).
- Dott. Gerolamo Sergardi-Bindi (1650-1676).
- Matteo Matteucci (1676-1714).
- Andrea Formichi (1714-1747).
- Gerolamo Sergardi-Bindi (1747-1767).
- Don Bernardino Amidei (1767-1783).
- Don Gaspero Amidei (1783-1833).

## Galleria d'immagini

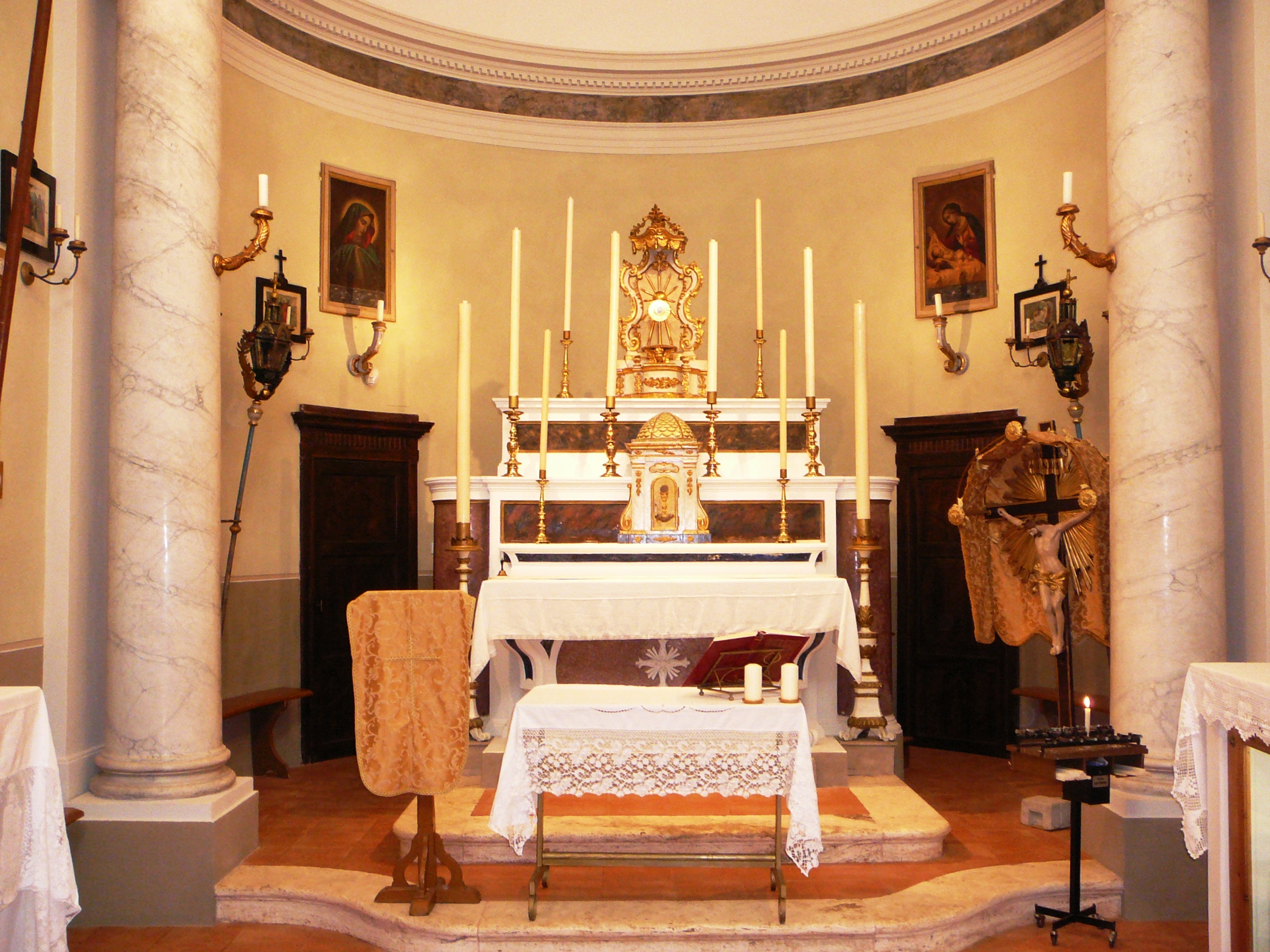
Chiesa della Compagnia Santa Croce, interno
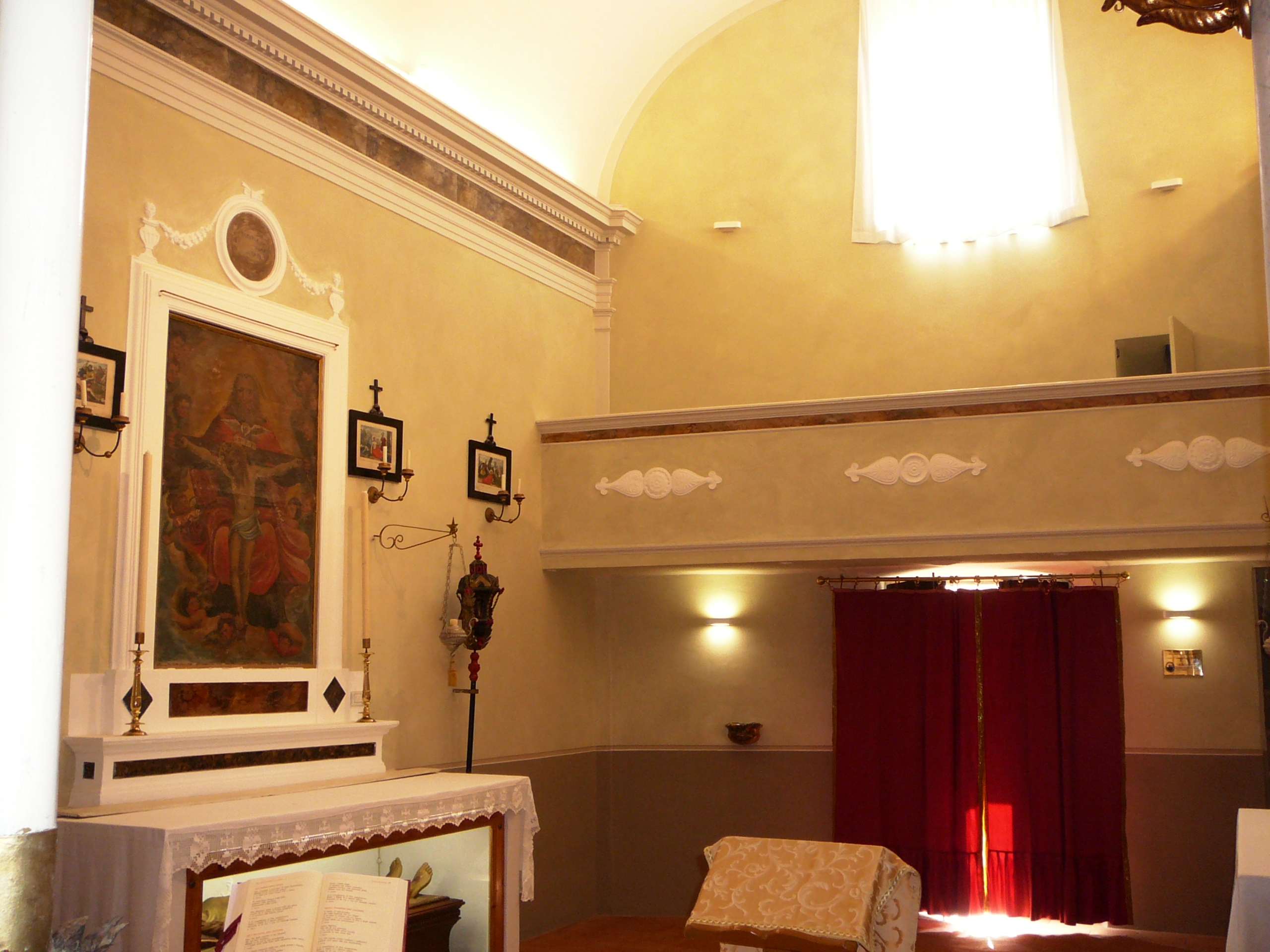
Chiesa della Compagnia Santa Croce, interno
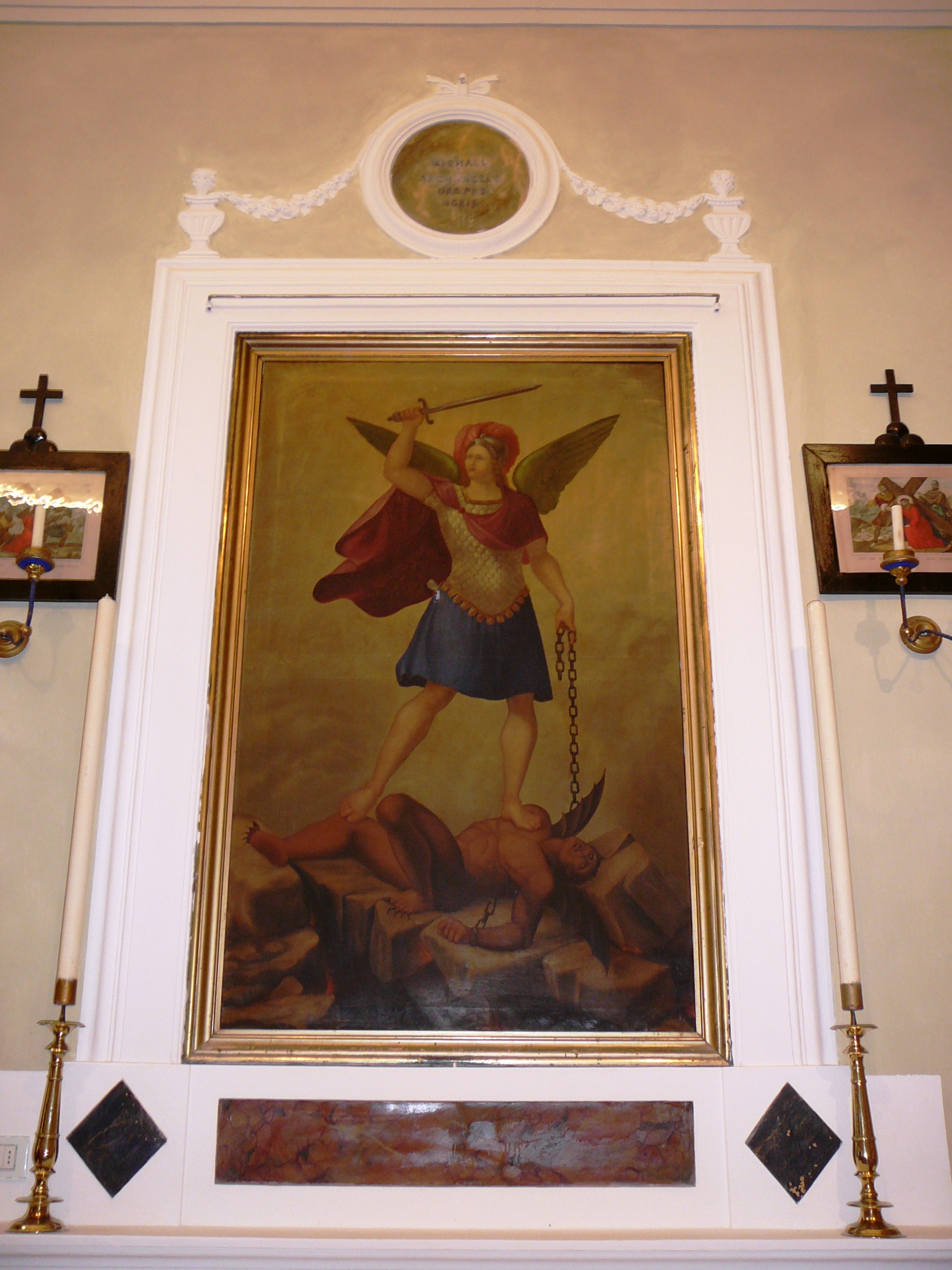
Olio su tela San Michele Arcangelo
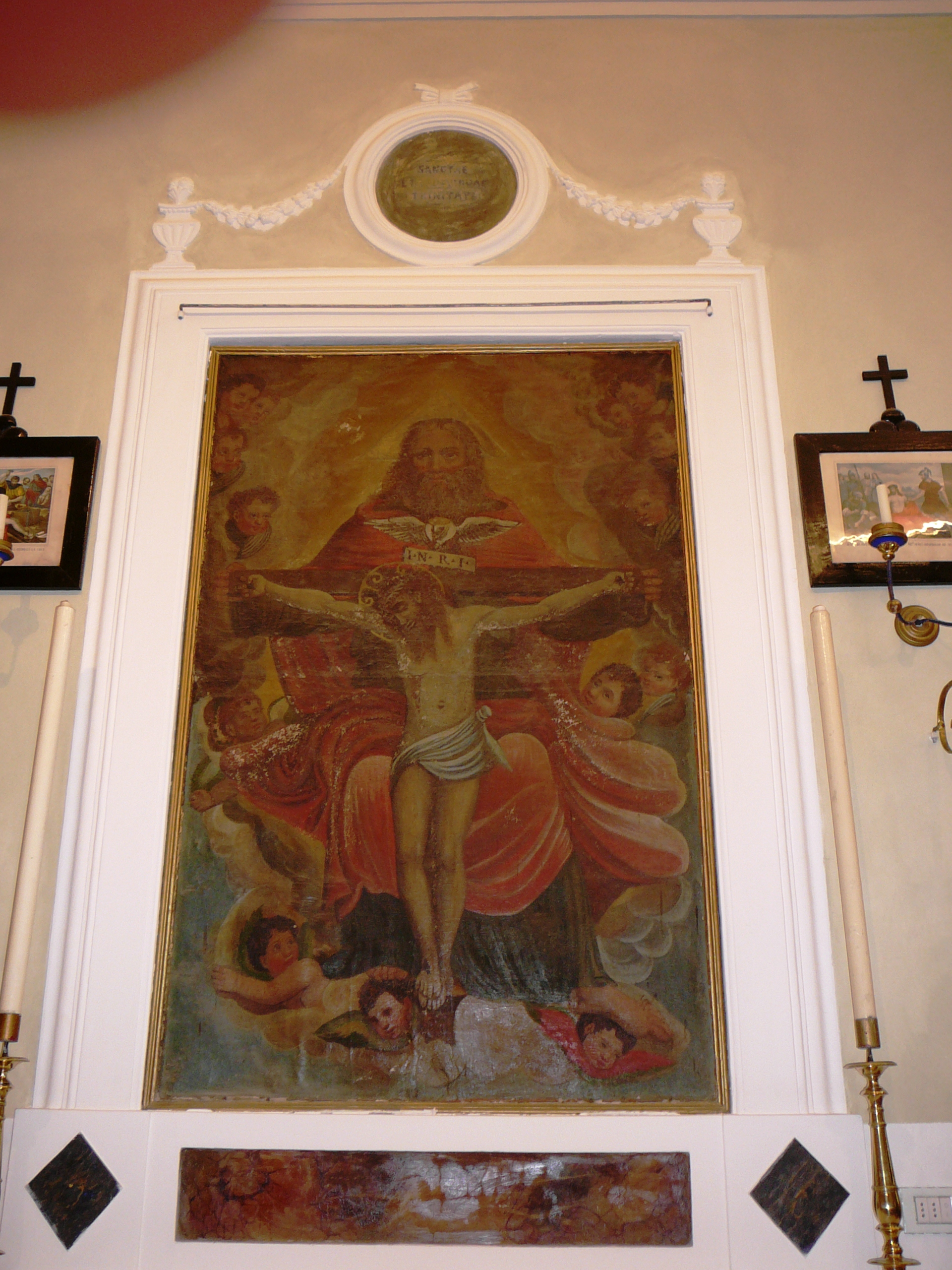
Olio su tela SS. Trinità
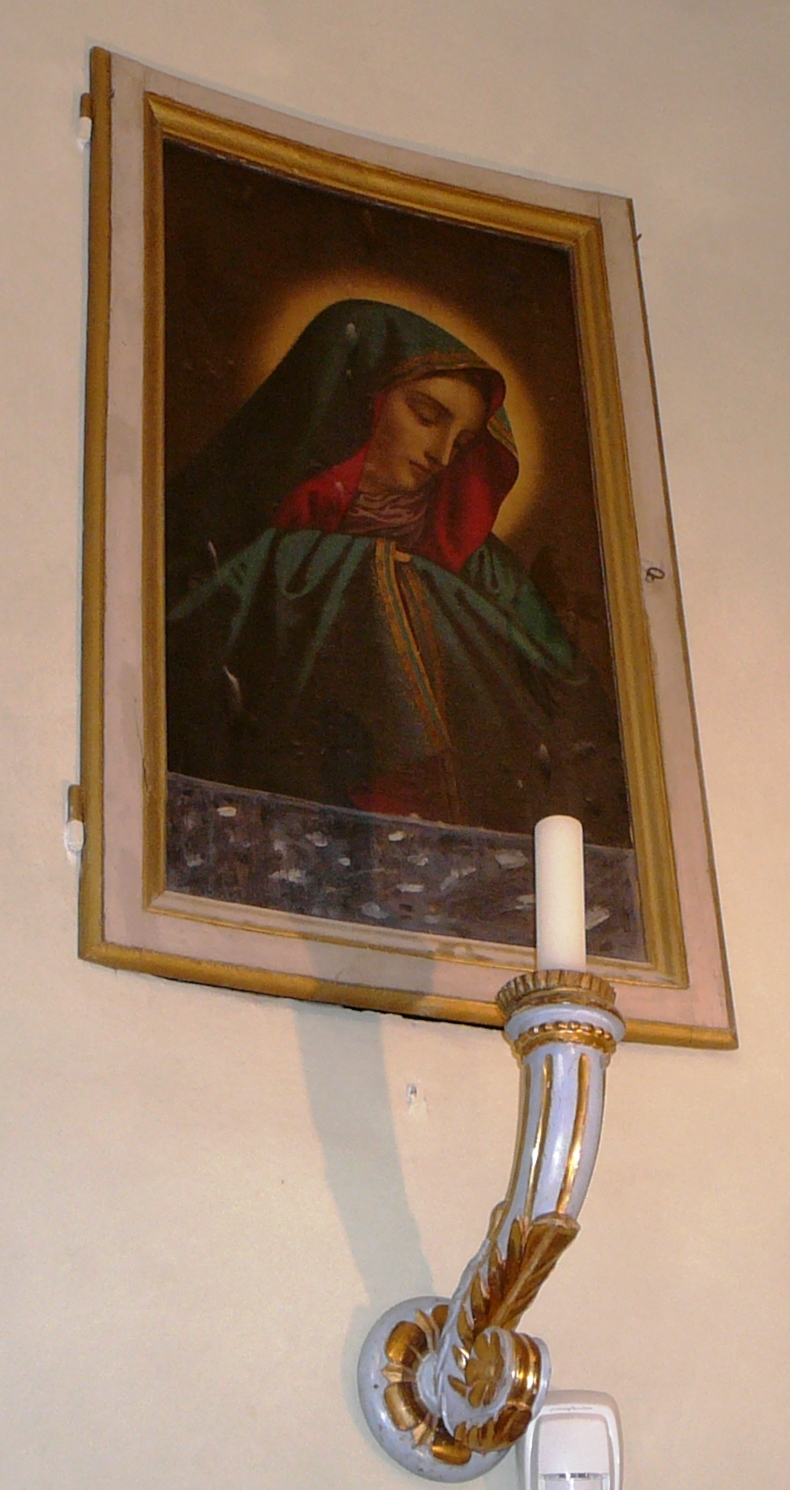
Quadro laterale sinistro
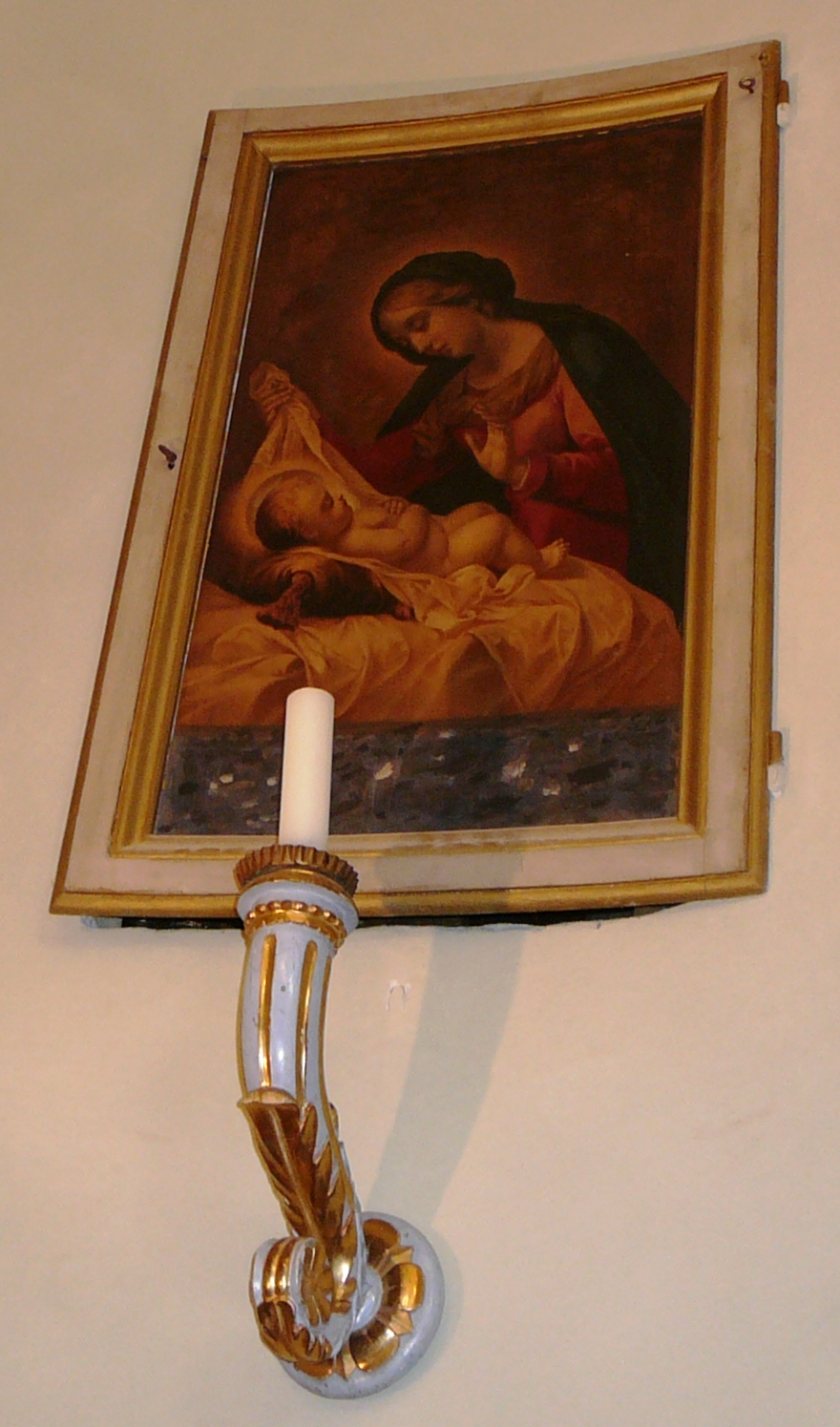
Quadro laterale destro
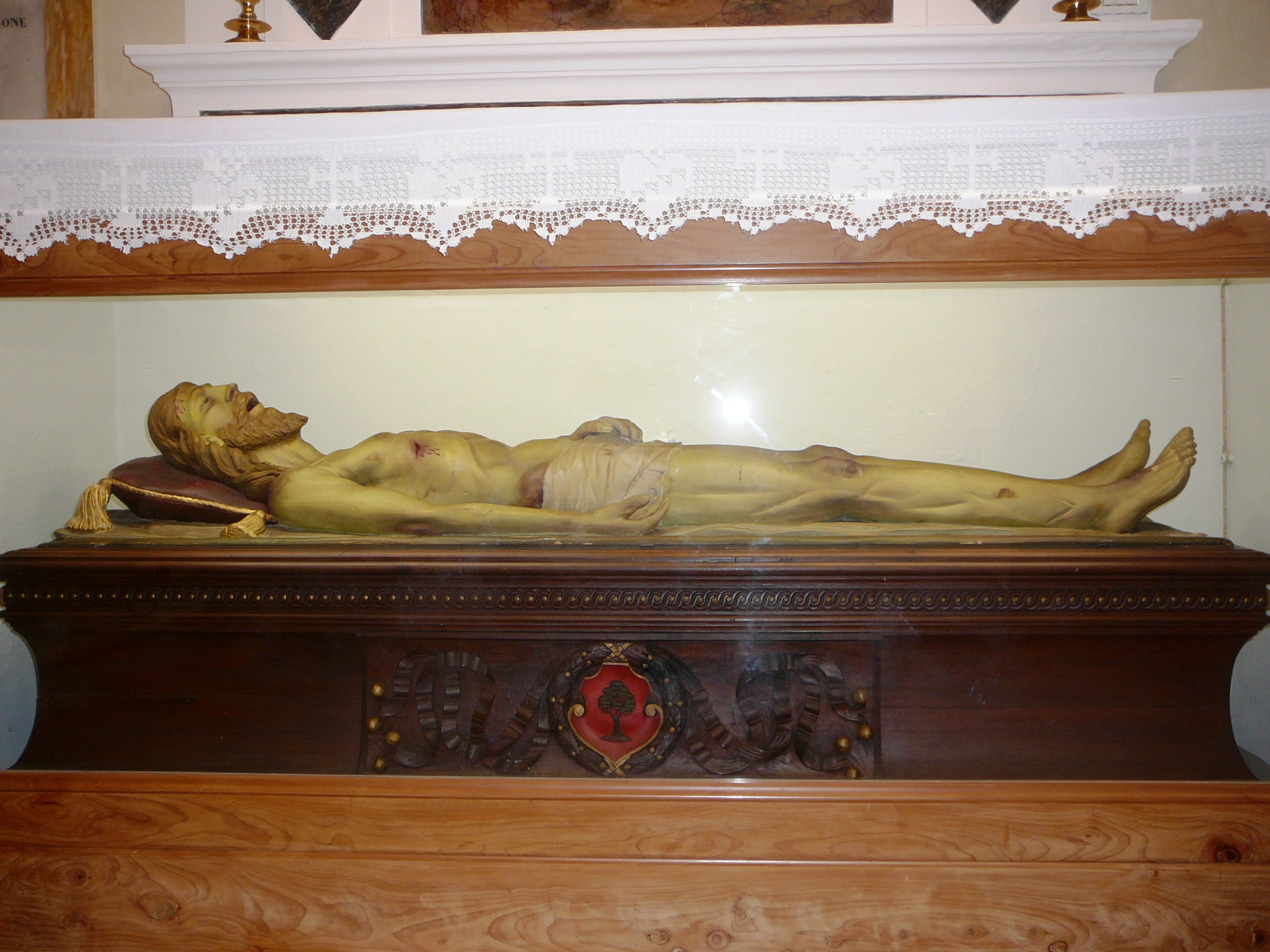
Scultura Gesù Morto
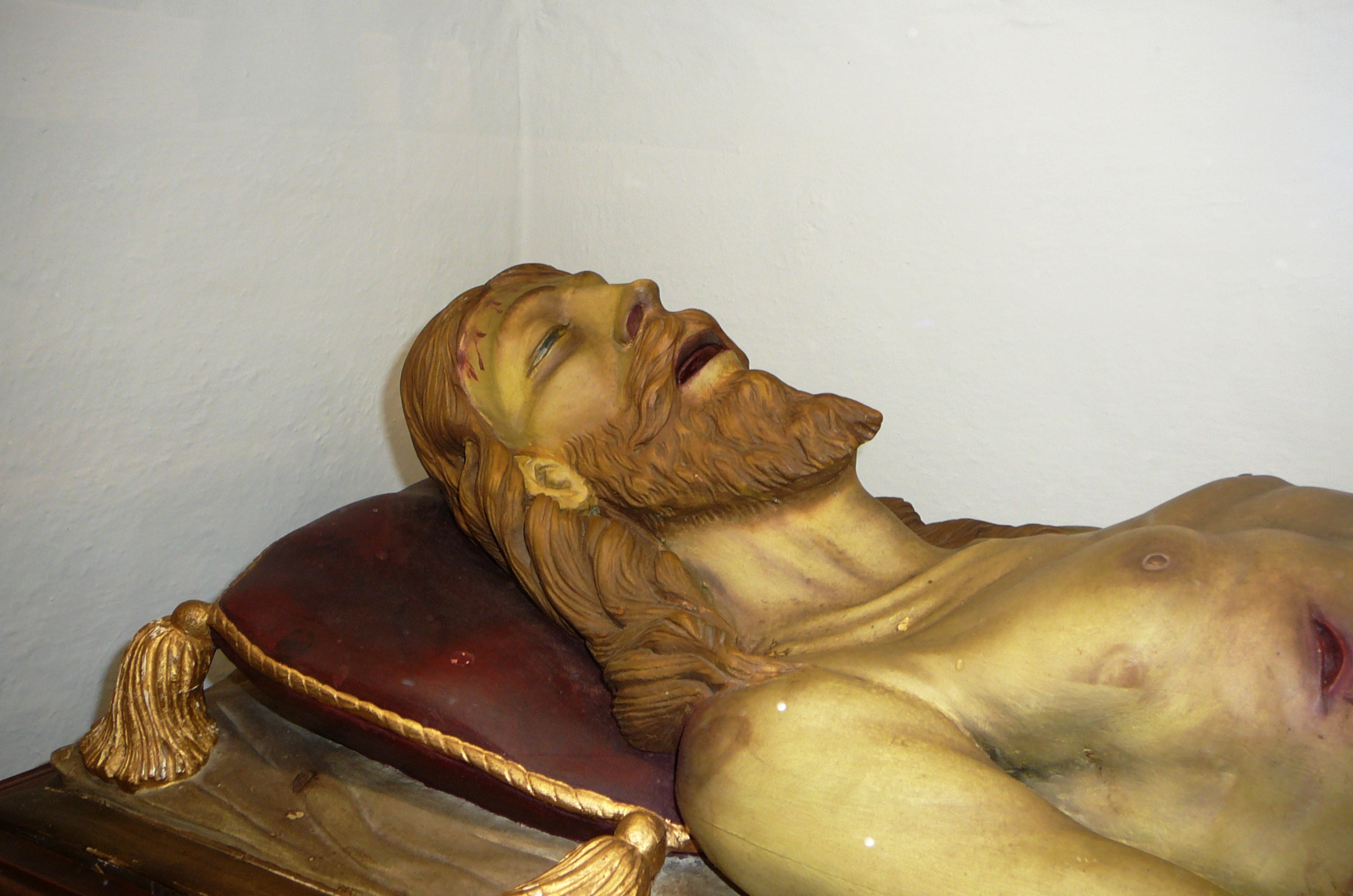
Scultura Gesù Morto
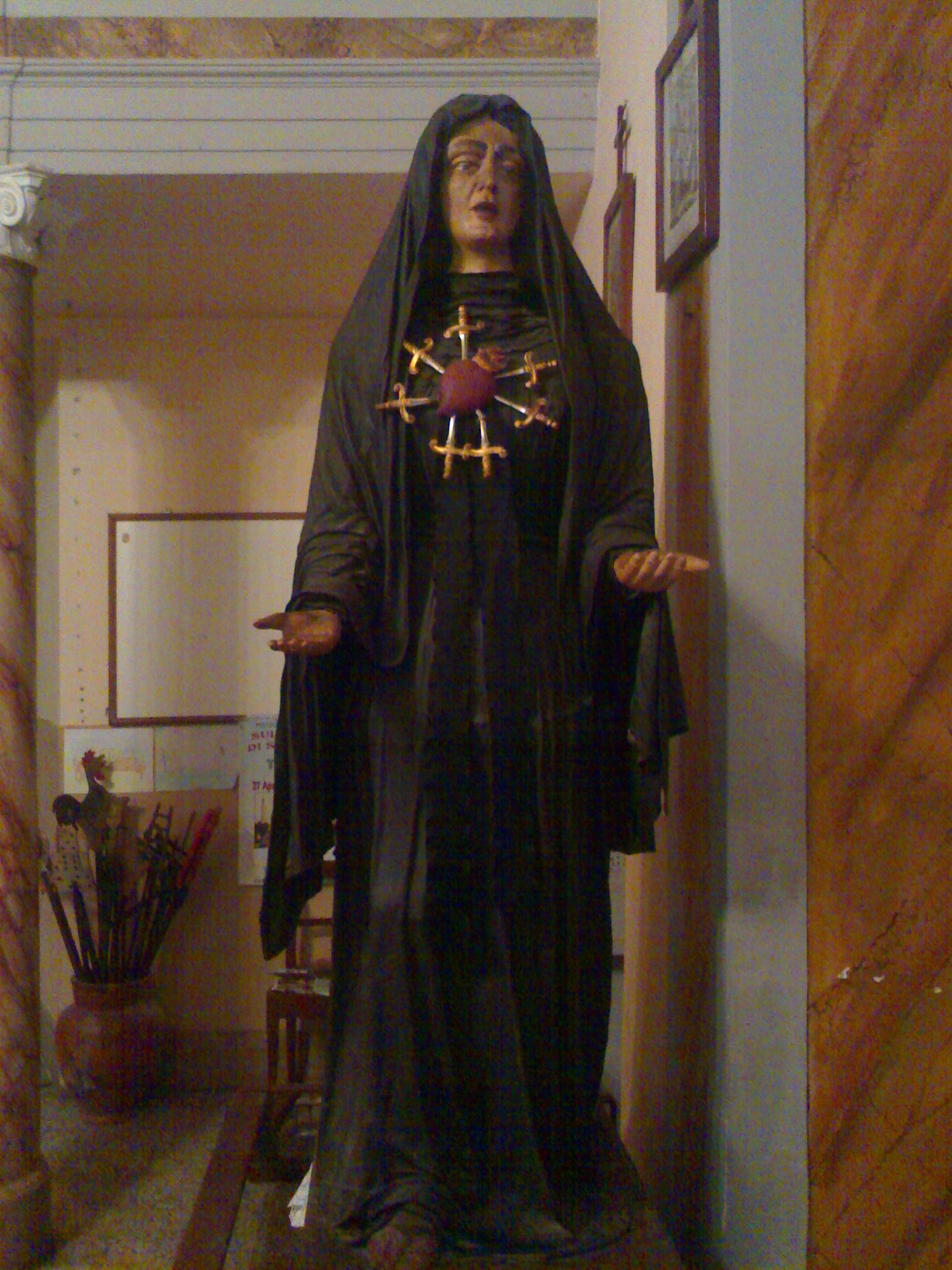
Statua Madonna Addolorata
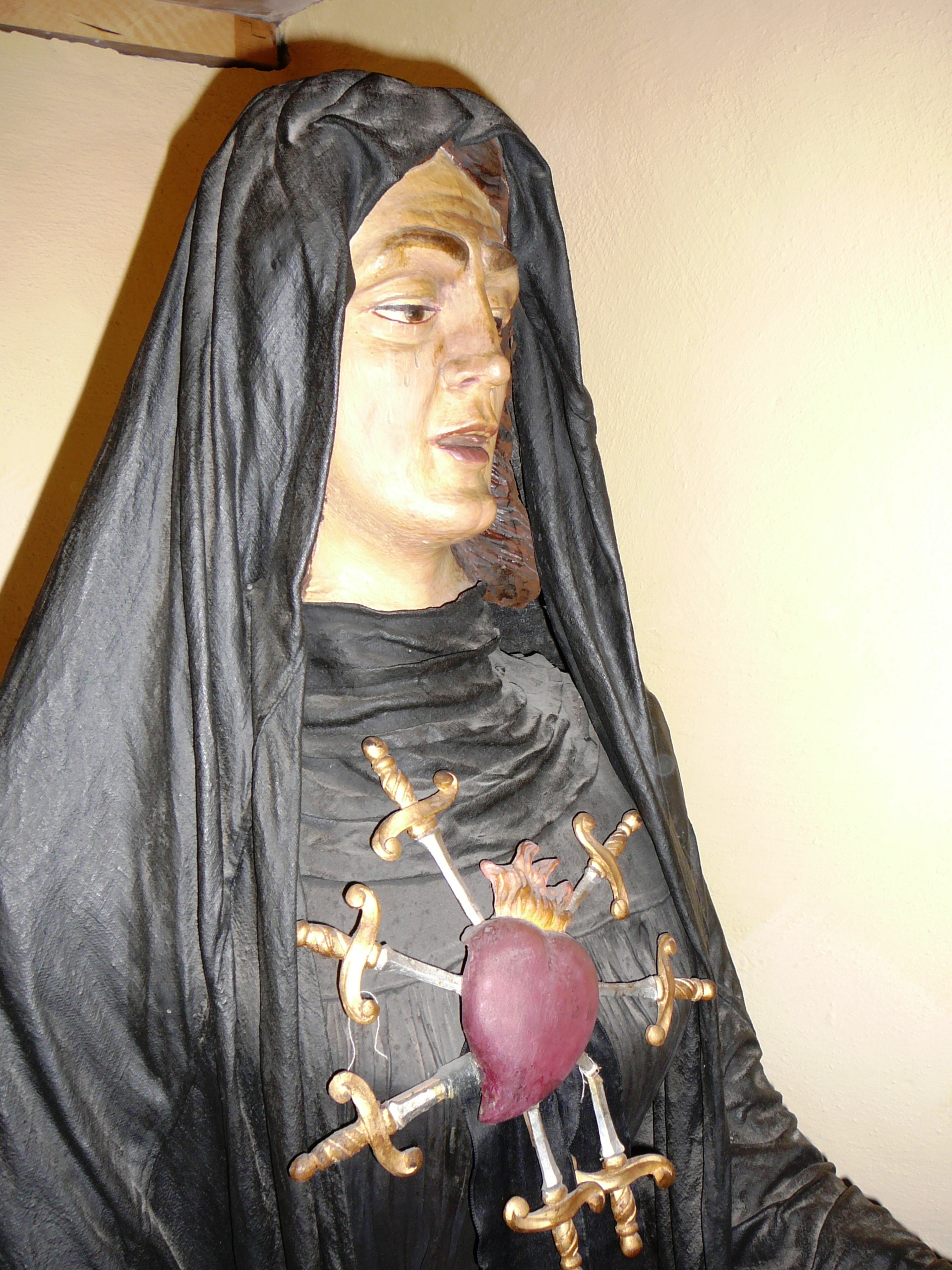
Statua Madonna Addolorata
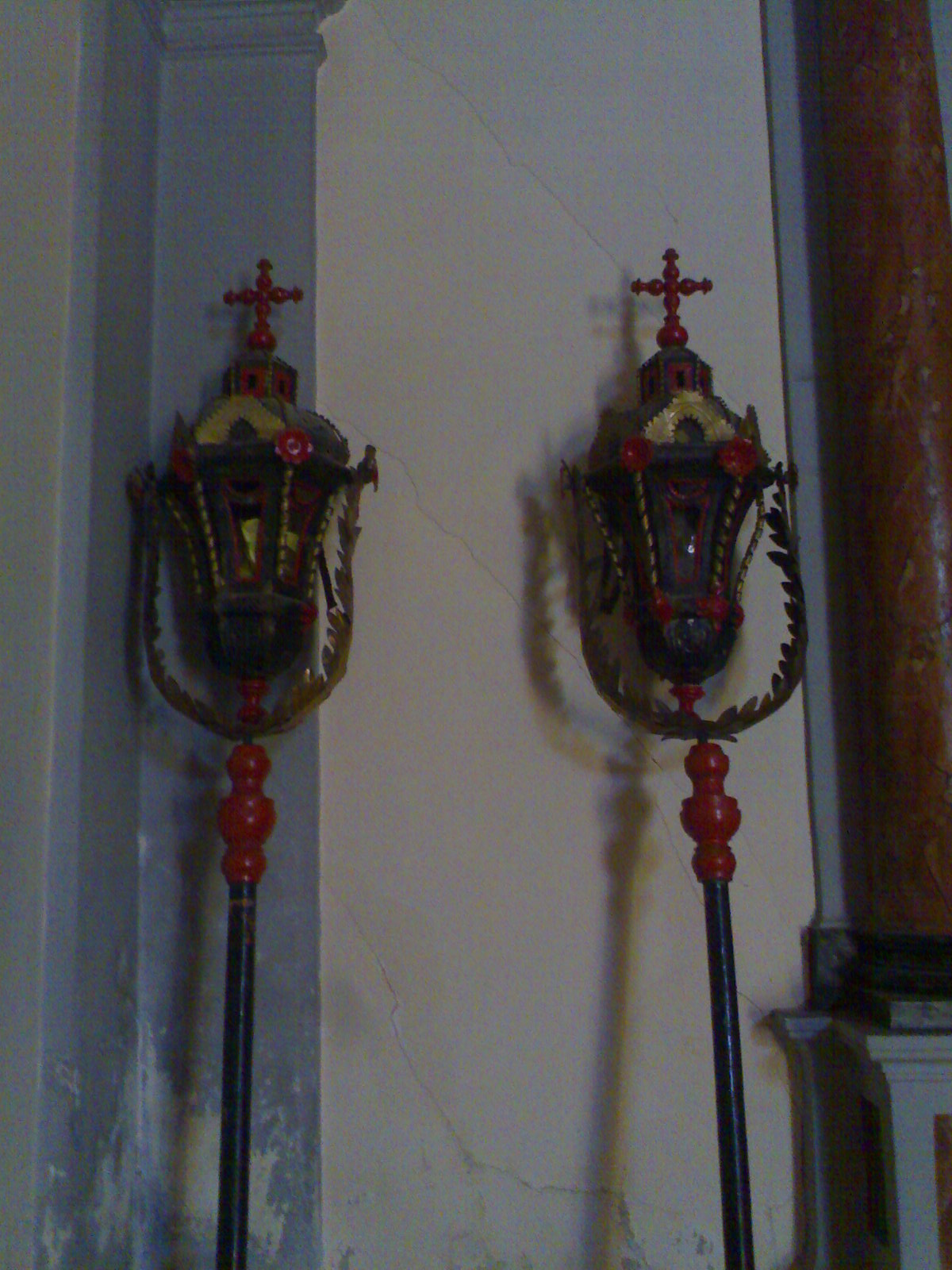
Lanterne per Processione
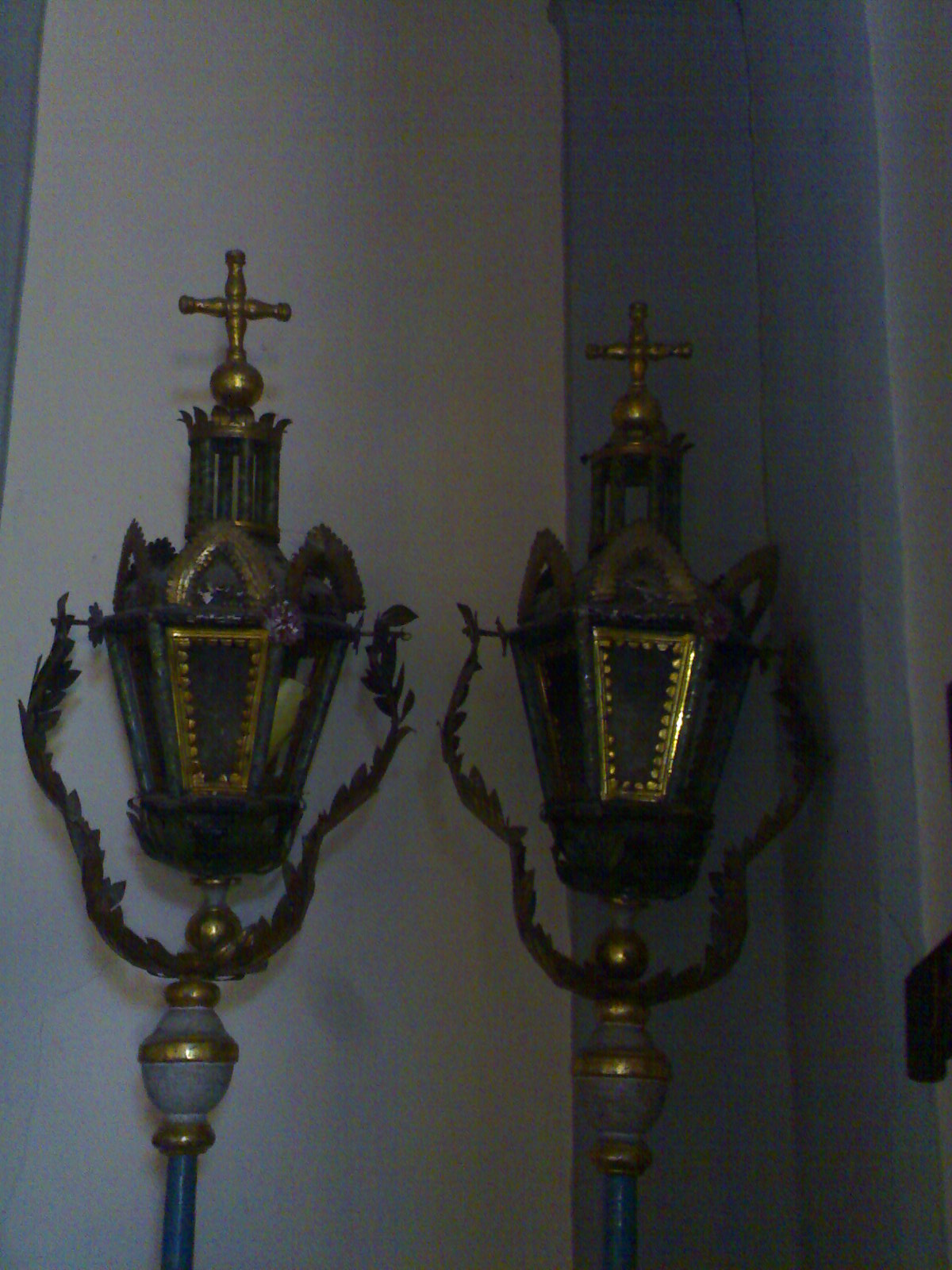
Lanterne per Processione
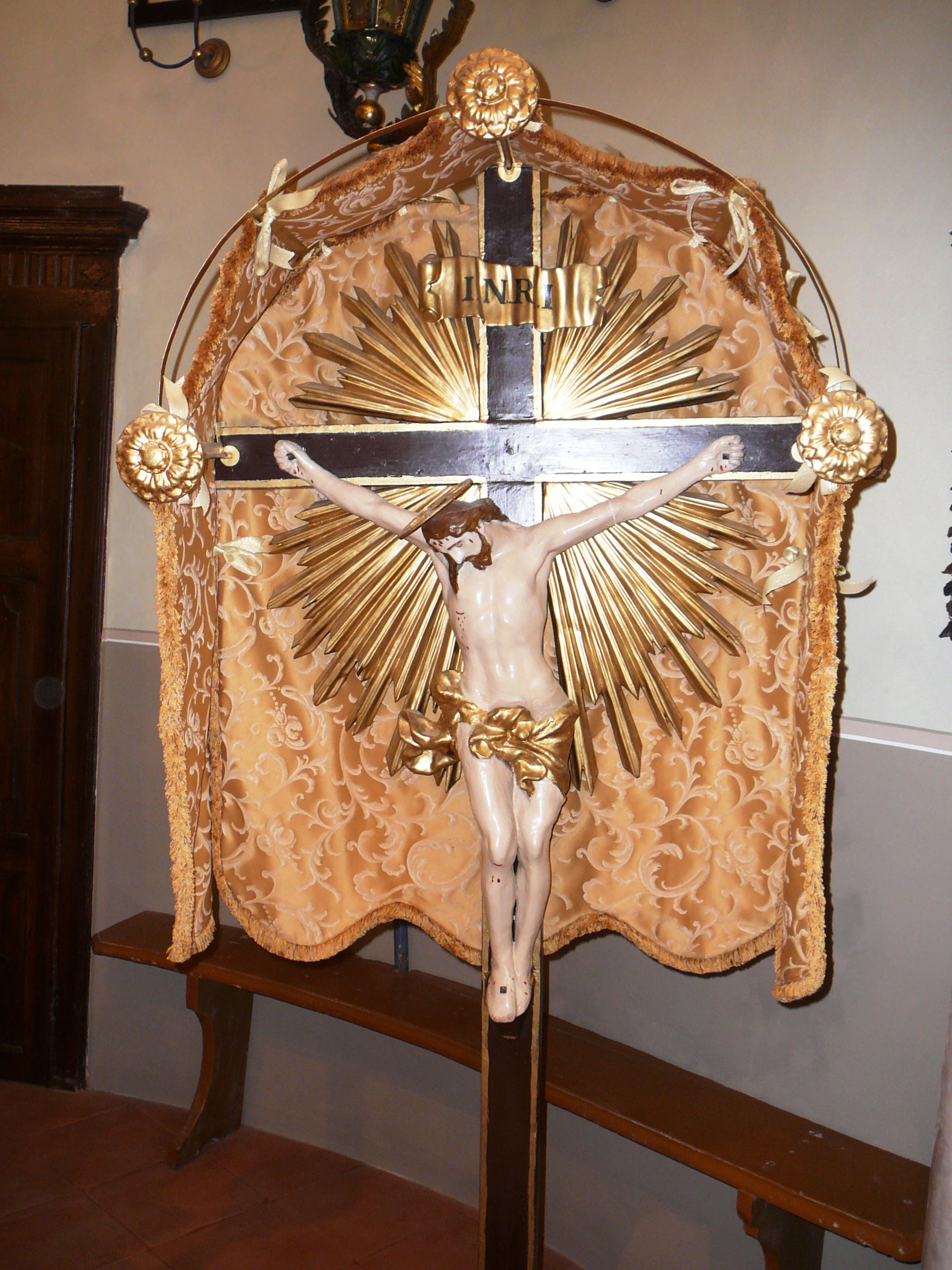
Crocifisso di Gesù
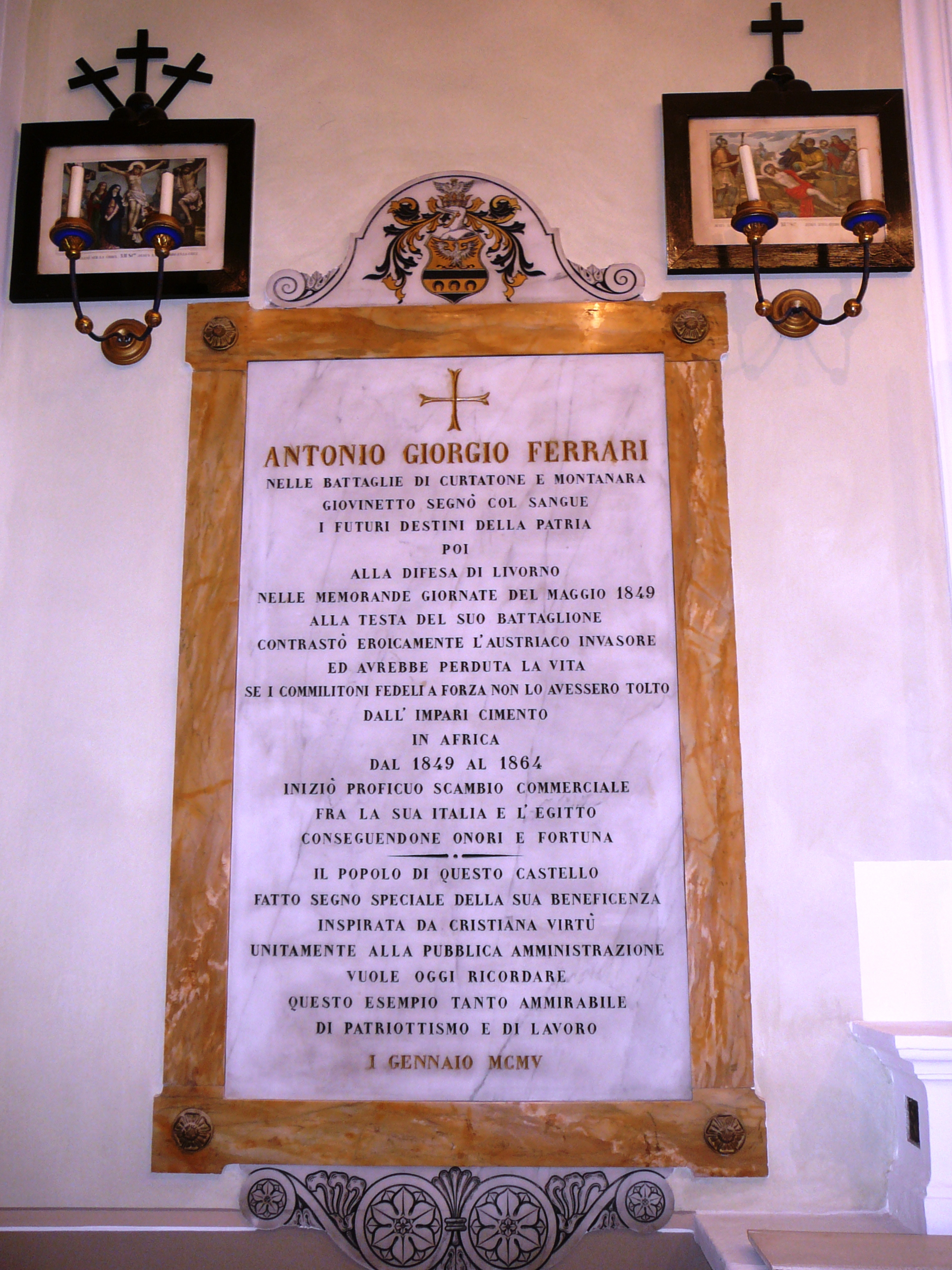
Iscrizione ad Antonio Ferrari
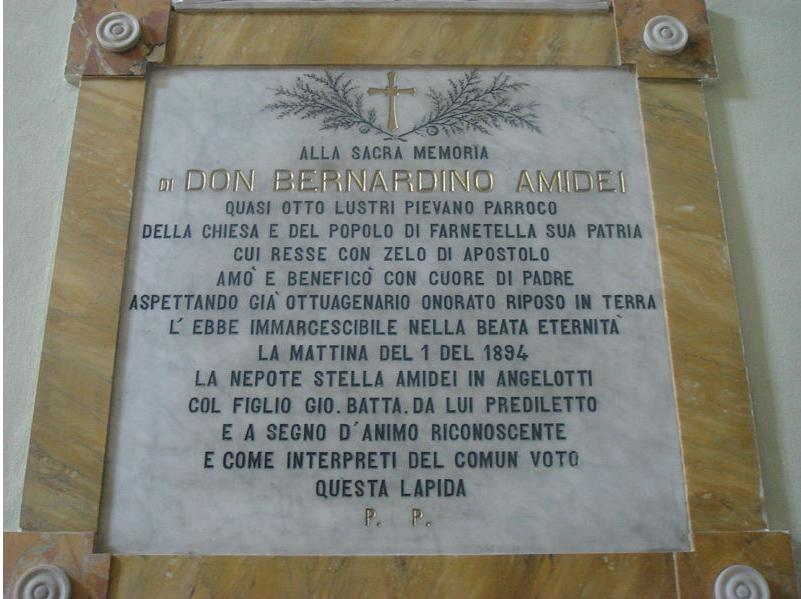
Iscrizione a Don Bernardino Amidei
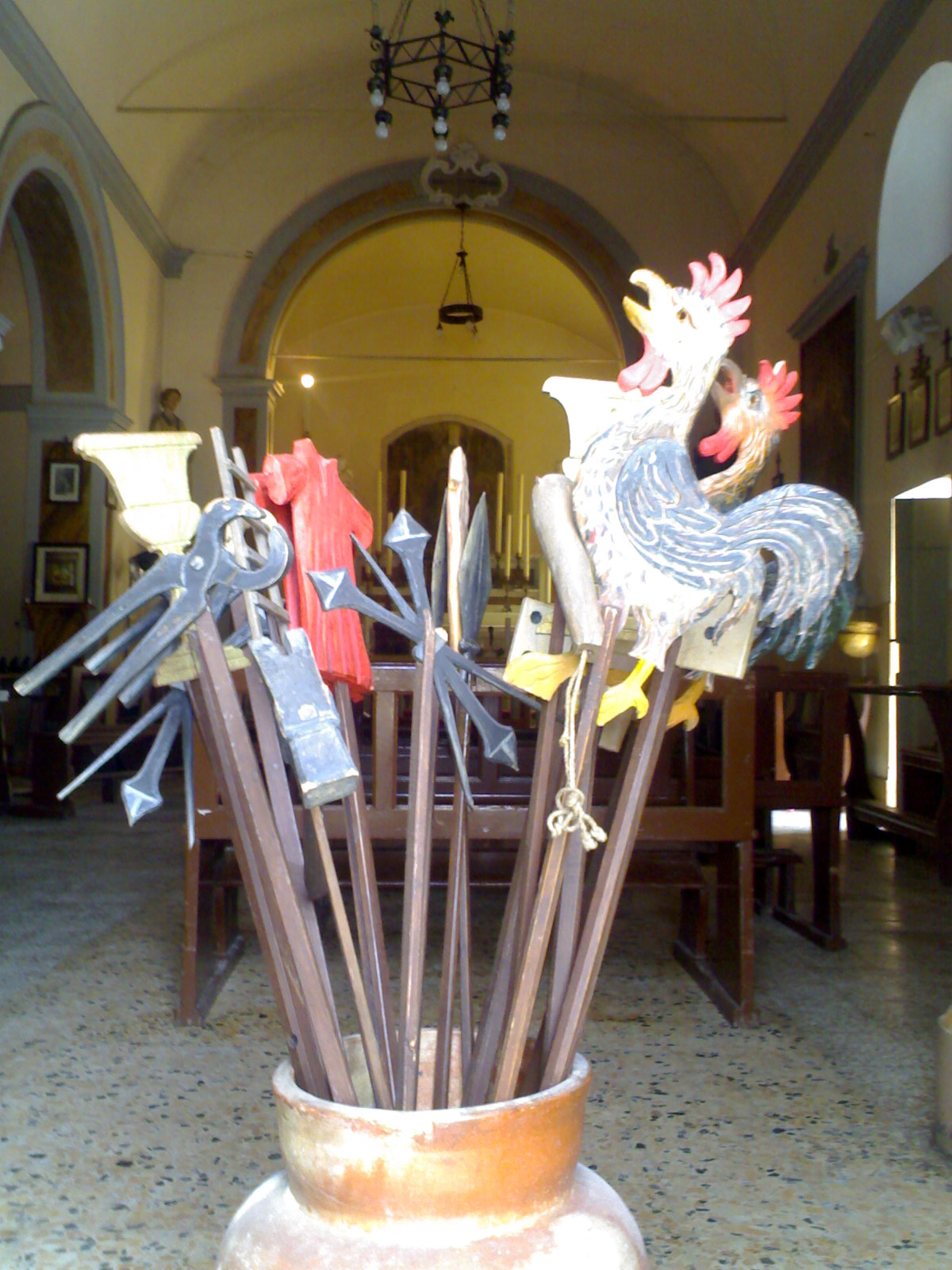
Simboli della Passione di Cristo
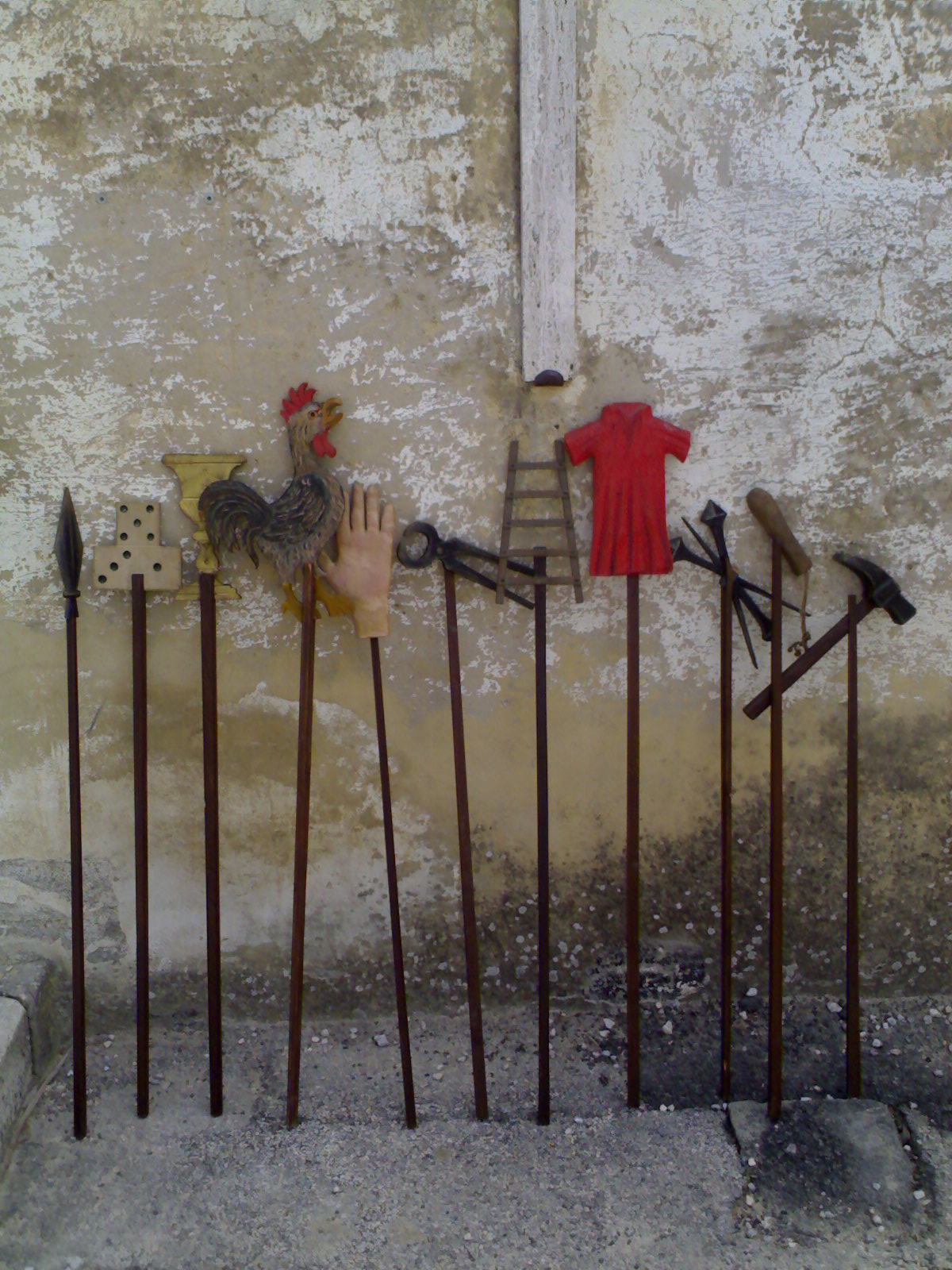
Simboli della Passione di Cristo
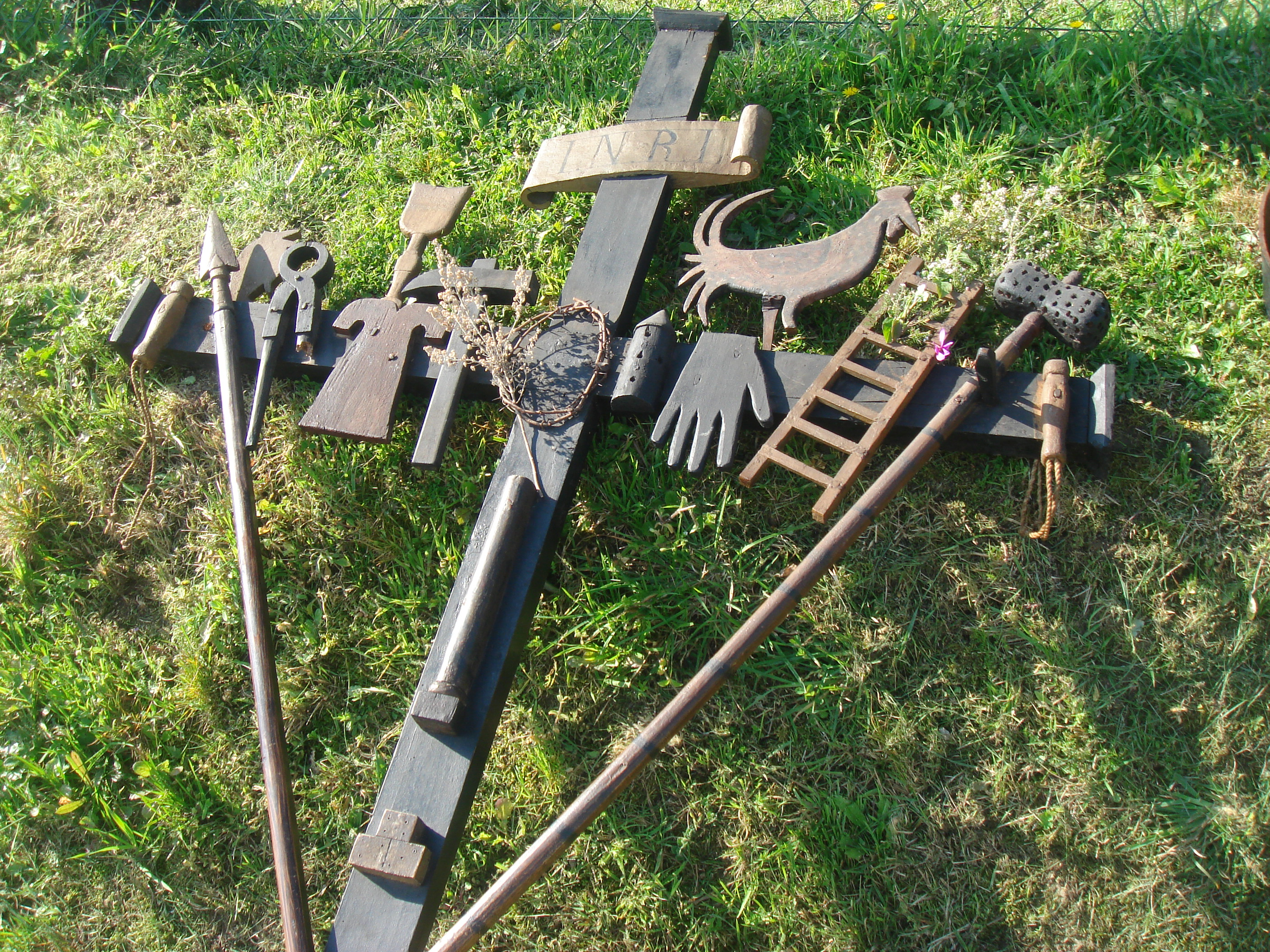
Croce della Passione di Cristo, Processione del Venerdì Santo nel bosco
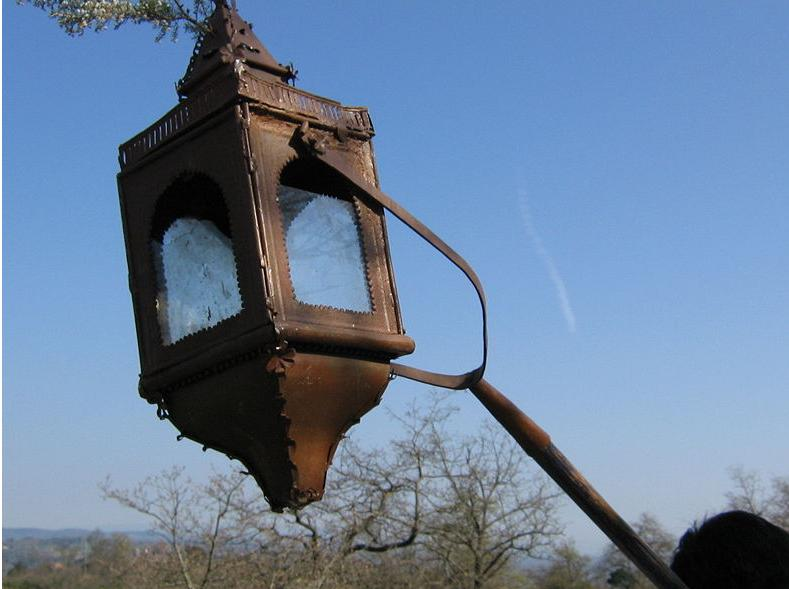
Lanterna, Processione del Venerdì Santo nel bosco
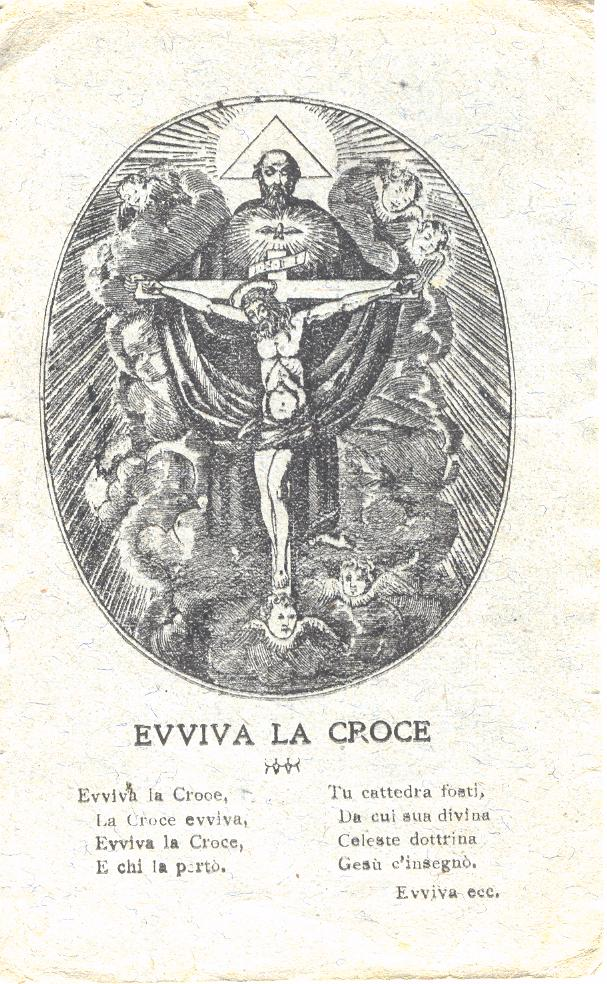
Canto Evviva la Croce
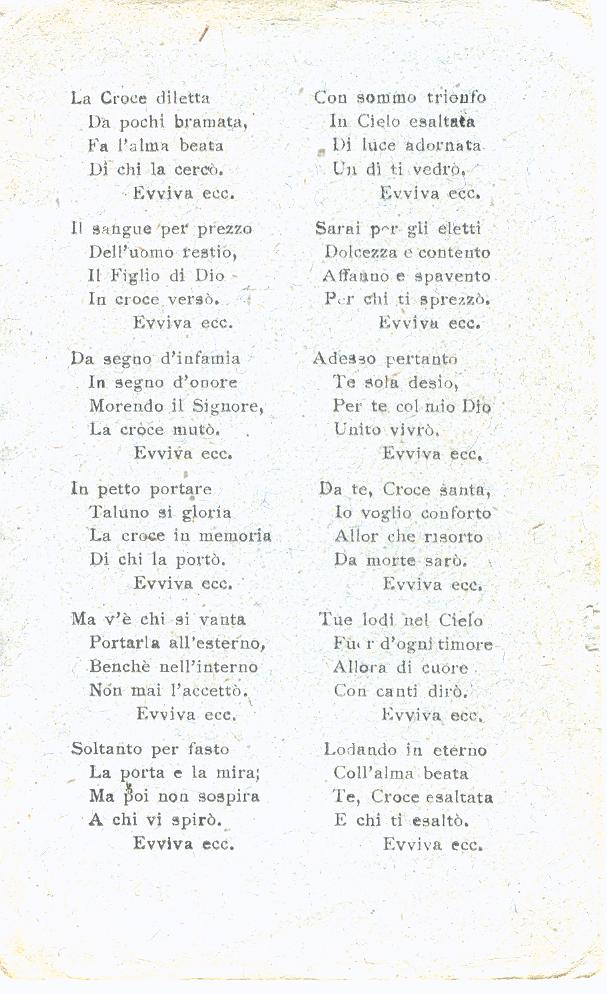
Canto Evviva la Croce
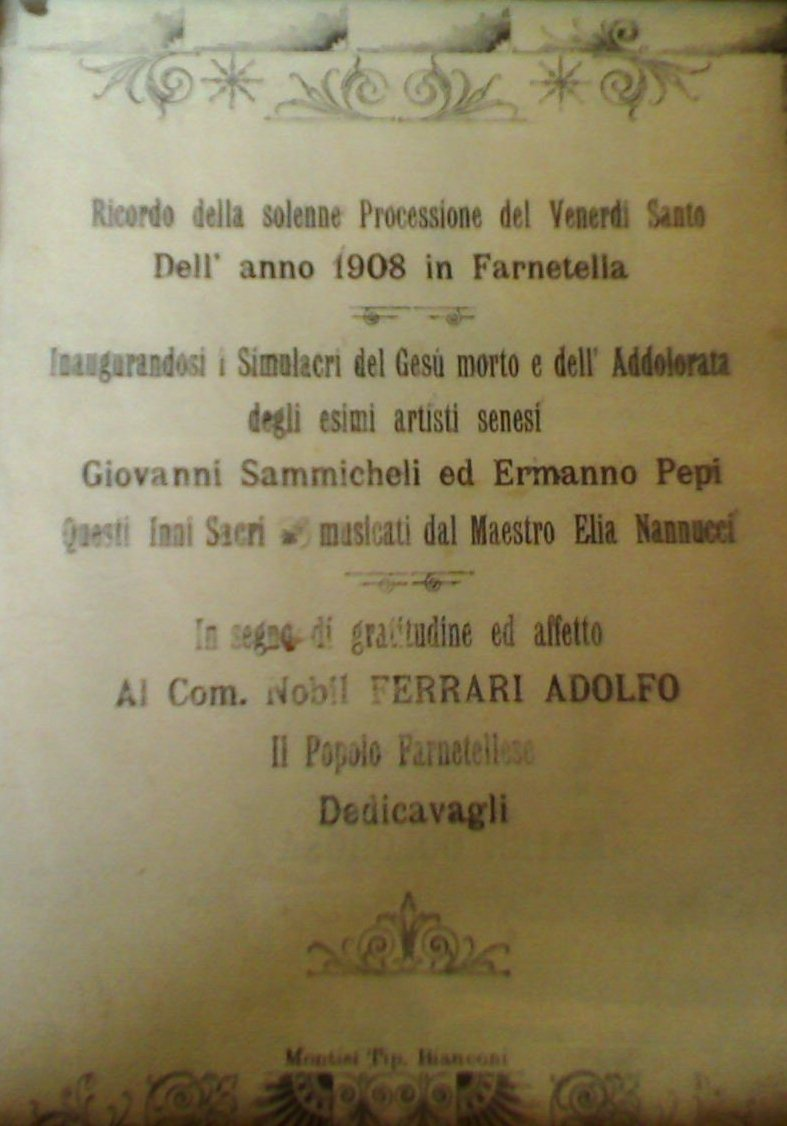
Documento Gesù Morto
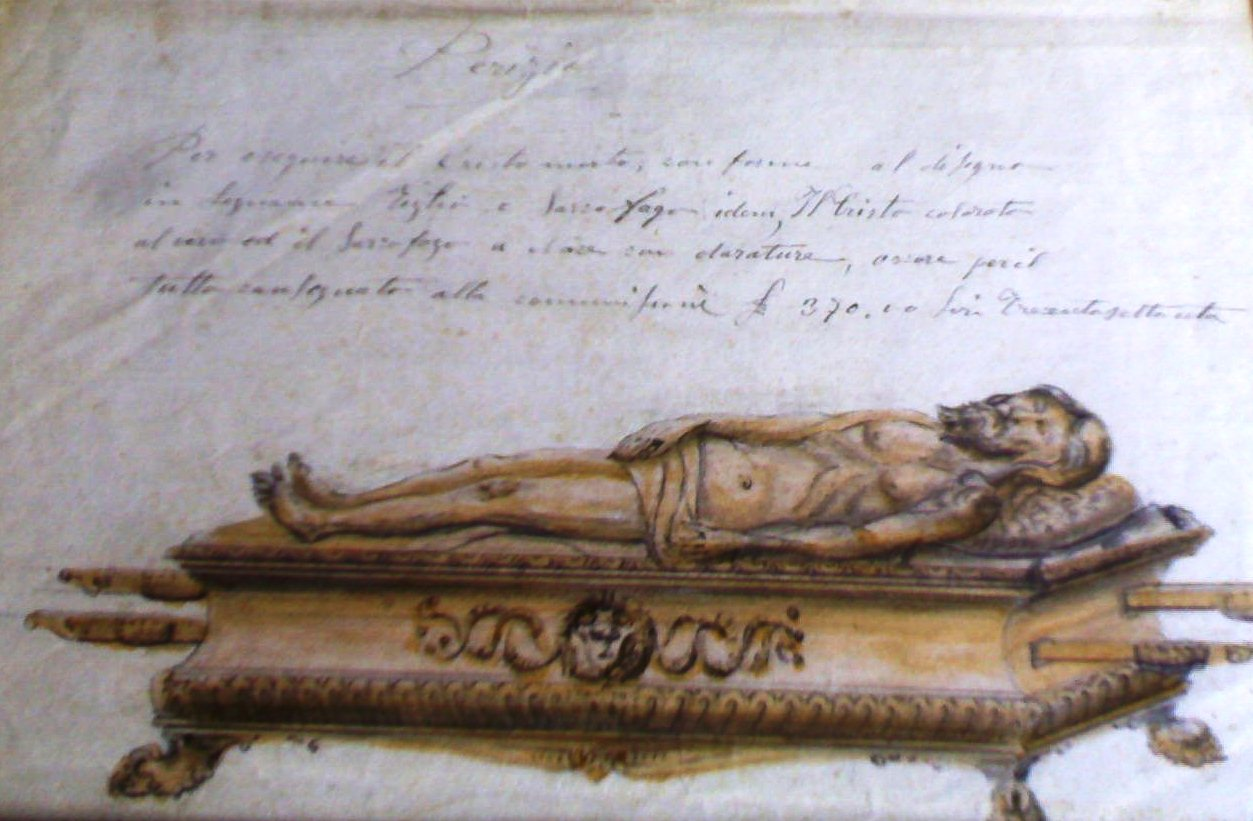
Documento Gesù Morto